# Meru-Nationalpark
Der Meru-Nationalpark liegt im Meru County in Kenia, ungefähr 100 km nordöstlich des Mount-Kenya-Massivs, auf 300 bis 940 m Meereshöhe. Der Jahresniederschlag beträgt 600 bis 800 mm.
Im Osten schließt sich das Bisanadi-Reservat an. Beide Gebiete zusammen sind 1800 km² groß und bilden eine ökologische Einheit. Südlich des Flusses Tana liegen der Kora-Nationalpark mit 1787 km² und das 745 km² große North-Kitui-Reservat auf 250 bis 675 m Höhe über dem Meeresspiegel. Weitere geschützte Gebiete entlang des Tana sind das Mwingi National Reserve südlich des Meru-Nationalparks und das Rahole National Reserve. Das Bisanadi-Reservat, der Kora-Nationalpark sowie das North-Kitui-Reservat beherbergen Elefanten, haben aber für deren Schutz keine wesentliche Bedeutung.
Die Savannen-Landschaft flacht vom hügeligen und feuchteren Nordwesten Richtung Osten ab. In den nördlichen Teilen herrscht Grasland vor, das stellenweise von einzelnen oder in lichten Hainen beisammenstehenden Akazien unterbrochen wird. Weiter südlich wächst einförmiges Langfäden-Buschland, weiter im Osten Akazien-Commiphora-Buschland. Inselberge wie Mughwango und Leopard Rock lockern die Landschaft auf. Das Gebiet ist von zahlreichen schmalen, ständig wasserführenden Flüssen durchzogen, welche in den 20 km nordwestlich des Meru-Nationalparkes liegenden, vulkanisch entstandenen Nyambene-Bergen entspringen und parallel zu Lavazungen südostwärts Richtung Tana fließen. Der Park ist durch die Flüsse Tana im Süden, Ura im Südwesten und dem Rojeweru im Osten begrenzt.
Bekannt wurde der Park durch die BBC-Dokumentation „Das Genesis-Projekt“, in der berichtet wurde, wie dieser Nationalpark wieder aufgebaut wurde. Er ist auch Teil des Gebiets, das durch die Werke von Joy Adamson bekannt wurde.
Heute zählt der Meru-Nationalpark zu den artenreichsten Wildreservaten Kenias. Im Park liegen die südlichen Verbreitungsgrenzen von Grevyzebra, Netzgiraffe, Erithrea-Spießbock und Rainey’s Grant-Gazelle. Kronenducker, Kirk-Dikdik und Kongoni haben hier ihr nördlichstes Vorkommen in Kenia. Außerdem gibt es hier den scheuen Kleinen Kudu. Die Elefantenbestände wurden 1982 mit 472 und 1987 mit 427 Exemplaren angegeben. 1973 sollen es noch 1500 und 1976/1977 zwischen 1300 und 2100 Tiere gewesen sein. Zusätzlich wandern gelegentlich Elefanten aus nördlicheren Gebieten ein. Diese Tiere sind sehr scheu, da sie häufig schlechte Erfahrungen mit Menschen gemacht haben.